# 純烈 スーパー銭湯!!
『純烈 スーパー銭湯!!』（じゅんれつスーパーせんとう）とは、かしわプロダクションの制作で日本の一部ラジオ局を通じて放送されている純烈の冠番組。純烈が製品のイメージキャラクターを務めているロート製薬が、「50の恵」名義で単独提供スポンサーに付いていた。（一部の地域を除く）

## 概要
2017年10月に放送を開始。スポンサーのロート製薬が放送上の名義に使用している「50の恵」はエイジングケア製品のブランド名で、純烈が一部の製品のイメージキャラクターを務めている。

## コーナー
白川・後上のゆうゆうクッキング
酒井・小田井の衝撃元気風呂
現場からは以上です

## ネット局
2023年4月現在。放送の早い順から記載。太字の局名はスポンサードネット局。
| 放送対象地域 | 放送局名                 | 放送時間           | 備考                                                  |
| ------------ | ------------------------ | ------------------ | ----------------------------------------------------- |
| 青森県       | 青森放送（RAB）          | 月曜 20:30 - 21:00 |                                                       |
| 徳島県       | 四国放送（JRT）          | 火曜 18:30 - 18:45 |                                                       |
| 山梨県       | 山梨放送（YBS）          | 木曜 18:00 - 18:30 |                                                       |
| 岡山県       | RSK山陽放送（RSKラジオ） | 金曜 17:15 - 17:25 |                                                       |
| 石川県       | 北陸放送（MRO）          | 金曜 21:00 - 21:30 |                                                       |
| 富山県       | 北日本放送（KNB）        | 土曜 7:15 - 7:30   |                                                       |
| 秋田県       | 秋田放送（ABS）          | 土曜 7:30 - 8:00   |                                                       |
| 新潟県       | 新潟放送（BSN）          | 土曜 16:15 - 16:45 |                                                       |
| 高知県       | 高知放送（RKC）          | 火曜 18:00 - 18:30 |                                                       |
| 長野県       | 信越放送（SBC）          | 土曜 18:30 - 18:45 |                                                       |
| 福島県       | ラジオ福島（rfc）        | 土曜 19:00 - 19:30 |                                                       |
| 和歌山県     | 和歌山放送（wbs）        | 土曜 21:00 - 21:30 |                                                       |
| 宮城県       | 東北放送（tbc）          | 土曜 22:00 - 22:25 |                                                       |
| 大分県       | 大分放送（OBS）          | 日曜 5:50 - 6:00   |                                                       |
| 香川県       | 西日本放送（RNC）        | 日曜 10:15 - 10:30 |                                                       |
| 山口県       | 山口放送（KRY)           | 日曜 11:00 - 11:30 | 2023年4月1日にいったん終了後、同年10月8日にネット再開 |
| 栃木県       | 栃木放送（CRT）          | 日曜 13:30 - 14:00 | 「toy box」枠内。                                     |
| 山形県       | 山形放送(YBC)            | 日曜 14:30 - 15:00 |                                                       |
| 福井県       | 福井放送（FBC）          | 日曜 17:30 - 17:55 |                                                       |

### 放送終了した局
- 静岡放送（SBS、静岡県）日曜 18:45 - 19:00 2023年4月改編で終了。当番組ネット終了後はTBSラジオ制作の純烈出演番組『観音温泉 presents 純烈の観音ルンルン・モー烈ラジオ！』を水曜17:45 - 17:55に放送中。
- 九州朝日放送（KBCラジオ、福岡県）日曜 18:30 - 19:00 2023年5月28日終了[2]